# Medetera veles
Medetera veles är en tvåvingeart som beskrevs av Friedrich Hermann Loew 1861. Medetera veles ingår i släktet Medetera och familjen styltflugor. Arten är reproducerande i Sverige. Inga underarter finns listade i Catalogue of Life.